# Distichia filamentosa
Distichia filamentosa är en tågväxtart som beskrevs av Franz Georg Philipp Buchenau. Distichia filamentosa ingår i släktet Distichia och familjen tågväxter. Inga underarter finns listade i Catalogue of Life.